# Paige Tapp
Paige Tapp (Stewartville, 21 giugno 1995) è un'ex pallavolista statunitense.
Giocava nel ruolo di centrale.

## Biografia
È la sorella gemella della pallavolista Hannah Tapp.

## Carriera

### Club
La carriera di Paige Tapp inizia nei tornei scolastici del Minnesota, giocando per la Stewartville HS. Dopo il diploma entra a far parte insieme alla sorella della squadra di pallavolo femminile della Minnesota: partecipa alla NCAA Division I dal 2013 al 2016, raggiungendo due volte le Final 4, senza andare oltre le semifinali, raccogliendo comunque diversi riconoscimenti individuali.
Appena conclusi gli impegni con la sua università, firma il suo primo contratto professionistico a Porto Rico, ingaggiata dalle Valencianas de Juncos per la Liga de Voleibol Superior Femenino 2017, raggiungendo le finali scudetto. Nella stagione 2017-18 approda nella 1. Bundesliga tedesca col MTV Stoccarda, dove milita per due annate e conquista uno scudetto.
Emigra quindi in Italia per il campionato 2019-20, ingaggiata dal Filottrano, impegnato in Serie A1; tuttavia, a poche settimane dall'inizio dell'annata, rinuncia al contratto con la formazione marchigiana per motivi personali, non volendo intraprendere un'altra esperienza sportiva lontano da casa e di volersi allontanare dalla pallavolo giocata.

### Nazionale
Nel 2017 esordisce nella nazionale statunitense, vincendo la medaglia d'oro alla Coppa panamericana, bissata nel 2018 e seguita ancora da un oro alla NORCECA Champions Cup 2019.

## Palmarès

### Club
- Campionato tedesco: 1

2018-19

### Nazionale (competizioni minori)
- Coppa panamericana 2017
- Coppa panamericana 2018
- NORCECA Champions Cup 2019

### Premi individuali
- 2014 - All-America Third Team
- 2015 - All-America Third Team